# 32027 Jupitercheng
32027 Jupitercheng este o planetă minoră (asteroid), cu un diametru de 2,001 km, din centura de asteroizi. A fost descoperită pe 24 aprilie 2000 la Stația Anderson Mesa de Lowell Observatory Near-Earth-Object Search. 
Obiectul prezintă o orbită caracterizată de o semiaxă mare de 2,4501252 UAi, o excentricitate de 0,14, o înclinație de 7,20568 ° în raport cu ecliptica.